# NGC 2798
NGC 2798 هو اصطدام مجري، يقع في كوكبة الوشق. اكتشف في 14 يناير 1788 . وقد اكتشفه ويليام هيرشل .

## روابط خارجية
- NGC 2798 على موقع ويكي سكاي: DSS2, SDSS, GALEX, IRAS, Hydrogen α, X-Ray, Astrophoto, Sky Map, Articles and images